# 李寿子
李寿子（韓語：이수자，1960年—），韩国退役女子乒乓球运动员。她曾获得1981年世界乒乓球锦标赛女子团体亚军、女子单打季军和1985年世界乒乓球锦标赛女子团体季军。